# Cercospora rodmanii
Cercospora rodmanii är en svampart som beskrevs av Conway 1976. Cercospora rodmanii ingår i släktet Cercospora och familjen Mycosphaerellaceae.   Inga underarter finns listade i Catalogue of Life.